# 자나메자야
자나메자야(산스크리트어: जनमेजय)는 베다 시대 중기에 쿠루 왕국을 통치한 왕이다. 아버지이자 선왕인 파리크시트와 함께 쿠루 왕국을 중앙집권화하고, 베다 찬가들을 모아 성문화하며, 정통 슈라우타 의례를 발전시키는 데 결정적인 역할을 하여 쿠루 왕국을 북부 인도 아대륙의 지배적인 정치 및 문화적 중심지로 변모시켰다. 그는 또한 후기 전설과 전통인 마하바라타와 푸라나에서도 등장한다.

## 어원
자나메자야라는 이름은 "인간을 움직이게 하는" 또는 "태어날 때부터 승리하는"을 의미한다.

## 베다 문헌
아타르바베다에서는 자나메자야에 대해 아슈바메다를 수행한 위대한 정복자로 칭송하고 있다. 아이타레야 브라마나는 그가 위대한 정복자였으며, 그의 푸로히타 (가족 사제) 투라 카바세야가 그를 왕으로 봉헌하고 그의 아슈바메다를 주관했다고 언급한다. 또한 그의 희생 중 하나에서 카시야파스를 사제로 고용하지 않고 부타비라스를 고용했다고 언급한다. 카시야파스의 아시탐르가 가문이 결국 자나메자야에 의해 다시 고용되었다고 언급한다. 샤타파타 브라마나는 그가 그의 형제 우그라세나, 비마세나, 슈루타세나와 함께 죄를 정화하기 위해 인드로타 다이바파 샤우나카가 주관하는 아슈바메다를 수행했다고 언급한다. 이전 두 브라마나는 그의 수도가 아산드였다고 언급한다. 고파타 브라마나는 자나메자야와 두 거위에 관한 "터무니없는" 일화를 이야기한다.
판차빔샤 브라마나는 뱀 희생에서 사제였던 자나메자야를 언급하지만, 맥도넬과 키스는 그를 쿠루 왕 자나메자야와는 다른 사람으로 간주한다.

## 역사성

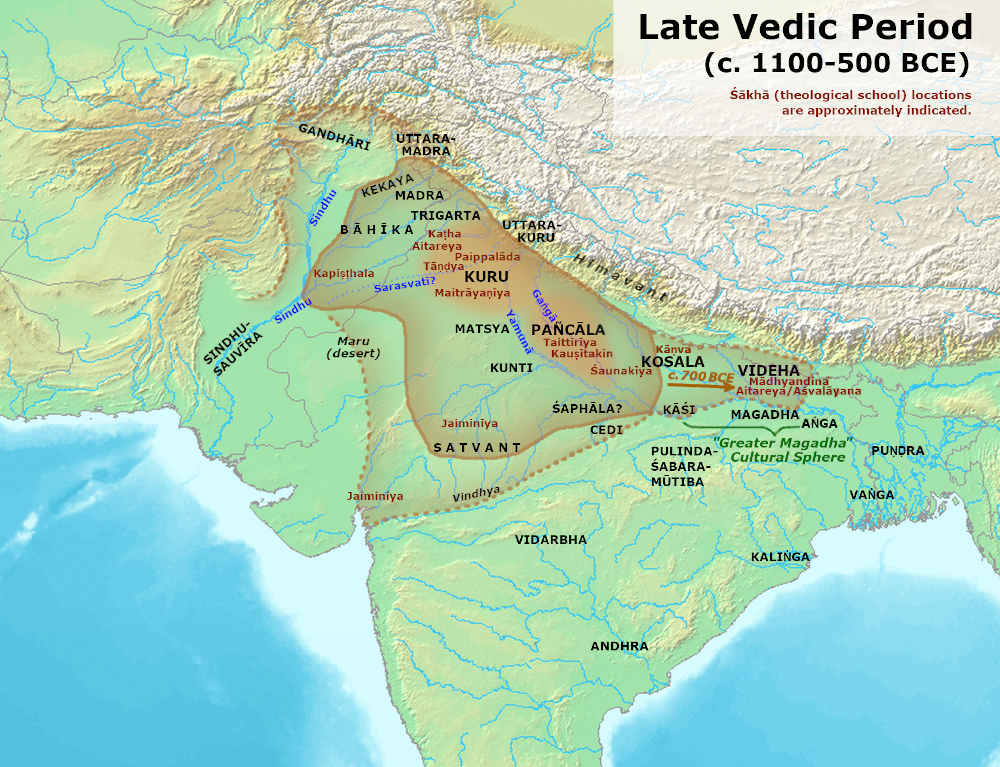
쿠루 왕국과 베다 시대의 다른 왕국들

H.C. 라이차우두리는 그의 아버지인 파리크시트를 기원전 9세기로 연대를 측정한다. 마이클 위첼은 파리크시타 왕조가 펀자브와 북인도의 서부 및 남부 지역에서 흑적토기가 출현하는 것과 일치하며, 고고학적으로는 기원전 1180년으로 거슬러 올라간다고 언급한다.
역사가 H. C. 라이차우두리는 서사시 및 푸라나의 족보에 두 쌍의 파리크시트와 자나메자야가 있다고 언급하지만, 두 번째 자나메자야의 설명이 베다 왕과 더 잘 일치한다고 믿는 반면, 첫 번째에 대한 정보는 빈약하고 일관성이 없다고 말한다. 그러나 라이차우두리는 실제로 두 명의 다른 왕이 있었는지에 의문을 제기한다. 그는 후기 마하바라타의 "시대착오를 설명하기 위해 족보학자들이 발명했을 가능성이 있는", 후기 베다 이후 전통의 "족보 텍스트에 침입"이 있으며, 두 명의 자나메자야 아버지 파리크시트가 있다고 제안한다. 이는 "쿠루 족보에서 그들의 정확한 위치에 대한 만장일치 전통이 남아 있지 않은 동일한 원래 인물의 바르드적인 복제"로 보일 수 있다고 한다.
자나메자야의 재위 기간에 발행된 것으로 알려진 네 개의 동판 비문이 20세기에 발견되었지만, 역사가들에 의해 위조임이 입증되었다.

## 푸라나 문헌
그는 마하바라타 (I.95.85)에 따르면 파리크시트 왕과 마드라바티 왕비의 아들이었다. 그는 위대한 전사 아비만유의 손자이자 마하바라타의 용감한 전사 영웅인 아르주나의 증손자였다. 그는 아버지의 죽음 이후 쿠루 왕위에 올랐다. 그의 중요성은 브야사의 제자인 바이샴파야나가 서술한 마하바라타의 첫 번째 서술을 들은 사람으로서 온다. 바유 푸라나와 마츠야 푸라나에 따르면 그와 바이샴파야나 사이에 분쟁이 있었다. 아마도 그 결과로 그는 퇴위하고 그의 아들 샤타니카가 그를 계승했다. 또한 데비 바가바타 푸라나는 브야사에 의해 그에게 서술되었다.

### 마하바라타
마하바라타에서 자나메자야는 세 명의 유능한 형제인 슈루타세나, 우그라세나, 비마세나가 있는 것으로 언급된다. 서사시의 초기 장에서는 그의 탁실라 정복과 나가 탁샤카와의 만남을 포함하여 그의 삶의 다양한 측면을 서술한다. 그는 그의 아버지 파리크시트의 죽음에 책임이 있는 탁샤카의 종족을 전멸시키기를 원했다.

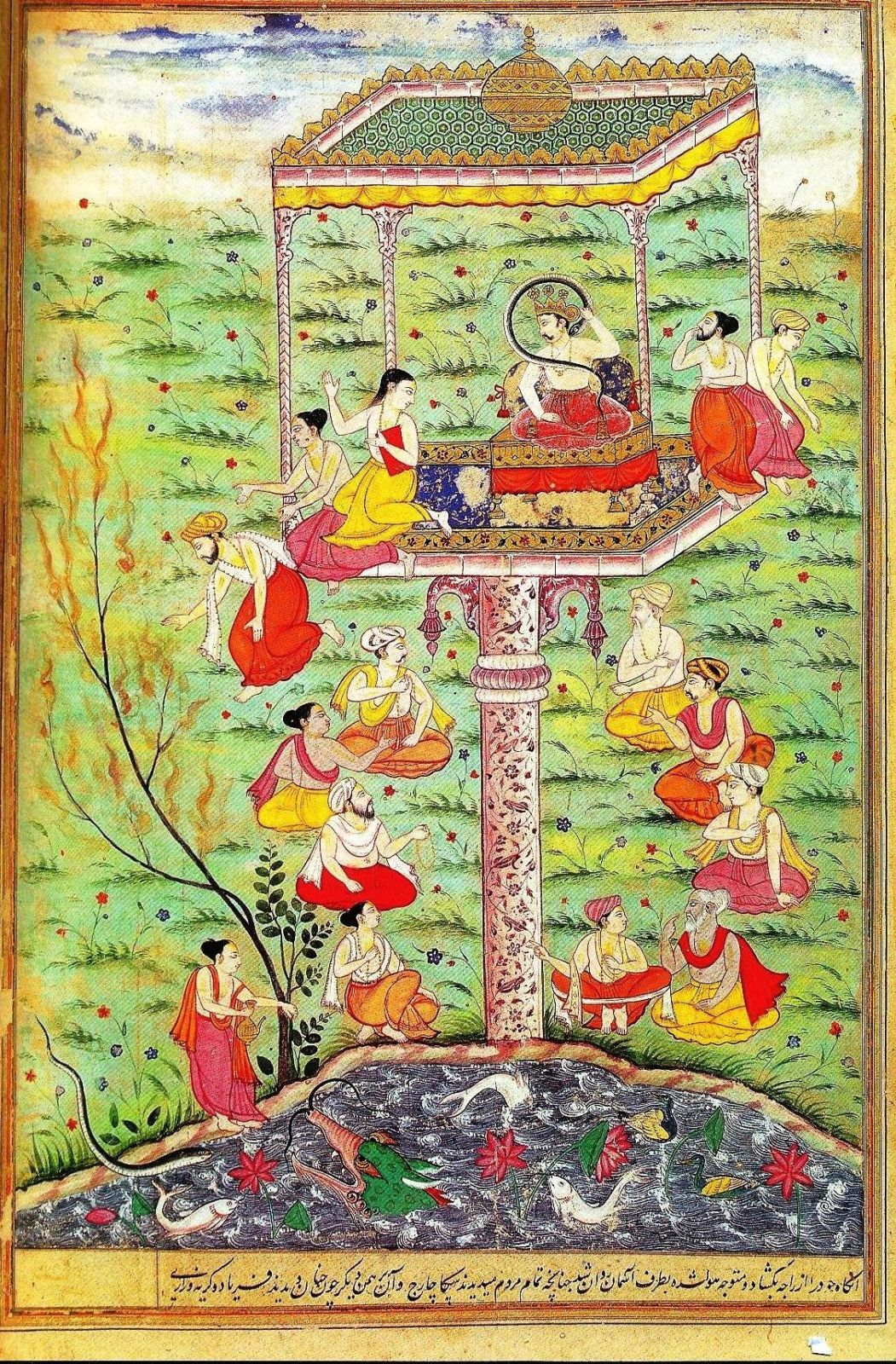
라즘나마에 나오는 탁샤카에게 물린 파리크시트.

자나메자야 왕은 유명한 서사시 마하바라타의 재서술을 책임졌는데, 이 이야기는 바라타 (마하바라타) 시대부터 그의 증조부인 판다바와 그들의 사촌인 카우라바 사이의 위대한 쿠루크셰트라 전쟁에 이르기까지 자나메자야의 조상들에 대한 이야기이다. 마하바라타는 자나메자야가 그의 조상들에 대해 바이샴파야나에게 묻자, 그의 스승인 브야사로부터 전수받은 바이샴파야나가 사르파 사트라(뱀 희생)에서 자나메자야에게 낭독했다고 언급한다.

### 사르파 사트라 (뱀 희생)

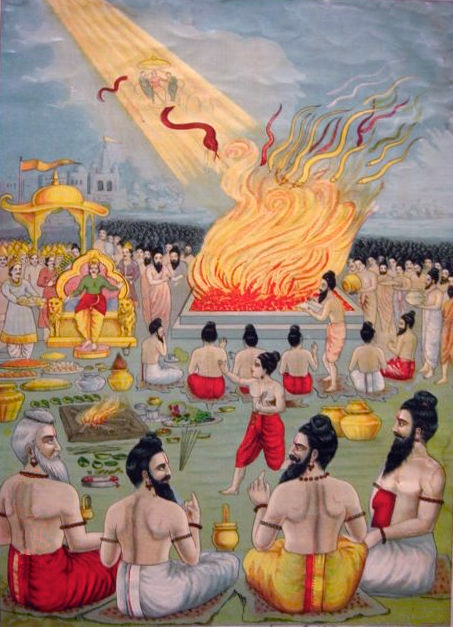
아스티카 (신화)가 뱀 희생을 막으려 할 때의 자나메자야의 뱀 희생

파리크시트 왕이 죽자 하스티나푸르의 왕위에 올랐다. 전설에 따르면 판두 가문의 유일한 후손인 파리크시트는 뱀에게 물려 죽었다. 그는 현자에게 저주를 받아 그렇게 죽게 되었고, 이 저주는 나가라자 탁샤카 왕에 의해 완성되었다.
자나메자야는 이 행위에 대해 뱀들에게 깊은 원한을 품었고, 그리하여 그들을 완전히 몰살시키기로 결심했다. 그는 모든 살아있는 뱀들을 파괴할 위대한 사르파 사트라 - 희생제를 거행함으로써 이를 시도했다.
그때, 아스티카 (신화)라는 이름의 어린 현자가 나타나 간섭했다. 그의 어머니 마나사는 나가족이었고 아버지는 브라만이었다. 자나메자야는 현명한 아스티카의 말을 듣고 당시 투옥되어 있던 탁샤카를 풀어주어야 했다. 그는 또한 나가족의 학살을 중단하고 그들과의 모든 적대감을 끝냈다 (1,56). 그 이후로 나가족과 쿠루족은 평화롭게 살았다.
대규모 희생제는 아린드 강 유역, 현재는 파르함으로 알려진 바르단에서 시작되었는데, 이는 파리크시트가르의 변형된 이름이다. 자나메자야 왕이 희생 구덩이의 장소를 표시하기 위해 지은 것으로 알려진 석조 저수지, 즉 파리크시트 쿤드(Parikshit kund)는 여전히 마인푸리구에 존재한다. 이곳은 고드바나(Gowdvana)로 알려져 있다. 이 마을 근처에서 요새의 유적과 일부 석조 조각상이 있는 매우 크고 높은 케라(지역어로 마을을 의미)가 발견되었다. 이는 파리크시트 왕 시대의 것으로 알려져 있다. 인기 있는 지역 전설에 따르면, 그 희생의 미덕으로 인해 이 지역과 그 주변에서는 뱀이 여전히 무해하다고 한다.

## 계승
자나메자야는 그의 손자 아슈와메다다타에게 계승되었다.

## 같이 보기
- 쿠루 왕국
- 인도 신화
- 탁샤카
- 자나카
- 빔비사라
- 마하바라타의 역사성

### 인용주
1. ↑  또한 위첼 (1995)은 파리크시트와 자나메자야를 각각 한 명씩만 언급한다.

### 참조주
1. ↑  “The Mahabharata, Book 1: Adi Parva: Sambhava Parva: Section XCV”. 2010년 1월 16일에 원본 문서에서 보존된 문서.
2. ↑  Michael Witzel (1989), Tracing the Vedic dialects in Dialectes Dans Les litteratures Indo-Aryennes ed. Caillat, Paris, 97–265.
3. 1 2  Macdonell, Arthur Anthony; Keith, Arthur Berriedale (1912). 《Vedic Index of Names and Subjects》 I. John Murray. 72, 78–79, 273–274, 314쪽.
4. ↑  Raychaudhuri, H. C. (1972). Political History of Ancient India: From the Accession of Parikshit to the Extinction of the Gupta Dynasty, Calcutta:University of Calcutta, pp.11-46
5. ↑  Raychaudhuri 1923, 11쪽.
6. ↑  Macdonell, Arthur Anthony; Keith, Arthur Berriedale (1912). 《Vedic Index of Names and Subjects》 I. John Murray. 78–79, 273–274, 314쪽.
7. ↑  Raychaudhuri 2006, 29–30쪽.
8. ↑  Michael Witzel (1989), Tracing the Vedic dialects, p.141
9. ↑  Raychaudhuri (1996), pp.2-19
10. ↑  Richard Salomon (1998). 《Indian Epigraphy: A Guide to the Study of Inscriptions in Sanskrit, Prakrit, and the Other Indo-Aryan Languages》. Oxford University Press, USA. 167쪽. ISBN 978-0-19-509984-3.
11. ↑  Shankar Goyal (1996). 《History writing of early India: new discoveries and approaches》. Kusumanjali. 1쪽. OCLC 34752382.
12. ↑  Raychaudhuri 2006, 15, 35n쪽.
13. ↑  Misra, V.S. (2007). Ancient Indian Dynasties, Mumbai: Bharatiya Vidya Bhavan, ISBN 81-7276-413-8, p.278
14. ↑  Doniger, Wendy (1993). 《Purāṇa Perennis》. State University of New York Press. 37쪽. ISBN 9780791413814.
15. ↑  Journal of the Department of Letters by University of Calcutta (Dept. of Letters), Publ. Calcutta University Press, 1923, p2
16. ↑  Vaidya P.L. and A.D. Pusalkar (1962, reprint 2003). The Mahabharata: Its History and Character in S. Radhakrishnan (ed.) The Cultural Heritage of India, Vol.II, Kolkata: The Ramakrishna Mission Institute of Culture, ISBN 81-85843-03-1, p.60
17. ↑  “Janamejaya's Sarpa Yaga (Snake Sacrifice) | Mahabharata Stories, Summary and Characters from Mahabharata”. 《www.mahabharataonline.com》. 2024년 2월 20일에 원본 문서에서 보존된 문서. 2020년 9월 3일에 확인함.
18. ↑  Raychaudhuri 1923.
19. ↑  Wilson, Horace H. (1868). 《Select Works: "The" Vishnu Purana ; 4 : a system of Hindu mythology and tradition ; translated from the original Sanskrit, and illustrated by notes derived chiefly from other Puranas》 (영어). Trübner.